# يان ديفيز
يان ديفيز (بالإنجليزية: Ian Davies)‏ (29 مارس 1957 برستل المملكة المتحدة - ) هو لاعب كرة قدم بريطاني، يلعب كمدافع.

## مسيرته

### مسيرته مع الأندية
- 1973 - 1979 لعب مع نورويتش سيتي 32 مباراة سجل خلالها هدفين.
- 1978 - 1978 لعب مع ديترويت إكسبرس [الإنجليزية]‏ 30 مباراة.
- 1979 - 1982 لعب مع نيوكاسل يونايتد 75 مباراة سجل خلالها 3 أهداف.
- 1982 - 1982 لعب مع نادي بوري 14 مباراة.
- 1982 - 1984 لعب مع مانشستر سيتي 7 مباريات.
- 1983 - 1983 لعب مع نادي برينتفورد مباراتين.
- 1984 - 1984 لعب مع كامبريدج يونايتد 5 مباريات.
- 1984 - 1985 لعب مع نادي كارلايل يونايتد 4 مباريات.
- 1985 - 1985 لعب مع نادي إكزتر سيتي 5 مباريات.
- 1985 - 1986 لعب مع نادي بريستول روفيرز 14 مباراة سجل خلالها هدف.
- 1986 - 1986 لعب مع سوانزي سيتي 11 مباراة.